# Canton de Niort-1 (nouveau)
Pour les articles homonymes, voir Canton de Niort (homonymie).
Le canton de Niort-1 est une circonscription électorale française du département des Deux-Sèvres.

## Histoire
Un nouveau découpage territorial des Deux-Sèvres entre en vigueur à l'occasion des premières élections départementales suivant le décret du 18 février 2014. Les conseillers départementaux sont, à compter de ces élections, élus au scrutin majoritaire binominal mixte. Les électeurs de chaque canton élisent au Conseil départemental, nouvelle appellation du Conseil général, deux membres de sexe différent, qui se présentent en binôme de candidats. Les conseillers départementaux sont élus pour 6 ans au scrutin binominal majoritaire à deux tours, l'accès au second tour nécessitant 12,5 % des inscrits au 1er tour. En outre la totalité des conseillers départementaux est renouvelée. Ce nouveau mode de scrutin nécessite un redécoupage des cantons dont le nombre est divisé par deux avec arrondi à l'unité impaire supérieure si ce nombre n'est pas entier impair, assorti de conditions de seuils minimaux. Dans les Deux-Sèvres, le nombre de cantons passe ainsi de 33 à 17.
Le canton de Niort-1 est formé d'une fraction de la commune de Niort. Il est entièrement inclus dans l'arrondissement de Niort. Le bureau centralisateur est situé à Niort.

## Représentation
| Période élective | Période élective | Mandat | Mandat   | Identité         | Nuance | Nuance | Qualité |
| ---------------- | ---------------- | ------ | -------- | ---------------- | ------ | ------ | --- |
| 2015             | 2016             | 2015   | 2016     | Romain Dupeyrou  |        | DVD    | Chargé d'assistance, conseiller municipal de Niort                                                          |
| 2015             | 2016             | 2015   | 2016     | Rose-Marie Nieto |        | DVD    | Adjointe au maire de Niort depuis 2014                                                                      |
| 2016             | 2021             | 2016   | 2021     | Romain Dupeyrou  |        | DVD    | Chargé d'assistance, conseiller municipal de Niort                                                          |
| 2016             | 2021             | 2016   | en cours | Rose-Marie Nieto |        | DVD    | Economiste Adjointe au maire de Niort depuis 2014 2e vice-présidente chargée de l'Éducation et des Collèges |
| 2021             | 2028             | 2021   | en cours | Romain Dupeyrou  |        | DVD    | Conseiller sortant, conseiller municipal délégué de Niort                                                   |
| 2021             | 2028             | 2021   | en cours | Rose-Marie Nieto |        | DVD    | Conseillère sortante                                                                                        |

### Résultats détaillés

#### Élections de mars 2015
À l'issue du 1er tour des élections départementales de 2015, deux binômes sont en ballottage : Romain Dupeyrou et Rose-Marie Nieto (Union de la Droite, 39,36 %) et Hermann Cadiou et Monique Johnson (Union de la Gauche, 37,27 %). Le taux de participation est de 46,45 % (6 022 votants sur 12 965 inscrits) contre 50,44 % au niveau départemental et 50,17 % au niveau national.
Au second tour, Romain Dupeyrou et Rose-Marie Nieto (Union de la Droite) sont élus avec 50,16 % des suffrages exprimés et un taux de participation de 46,86 % (2 859 voix pour 6 076 votants et 12 965 inscrits).
Après l'annulation définitive de l'élection de 2015 par le Conseil d'État le 16 mars 2016, une élection partielle est organisée les 12 et 19 juin 2016. Au second tour, Romain Dupeyrou et Rose-Marie Nieto (DVD) sont élus avec 53,4 % des suffrages exprimés.

#### Élections de juin 2021
Le premier tour des élections départementales de 2021 est marqué par un très faible taux de participation (33,26 % au niveau national). Dans le canton de Niort-1 (nouveau), ce taux de participation est de 32,45 % (4 254 votants sur 13 111 inscrits) contre 32,03 % au niveau départemental. À l'issue de ce premier tour, deux binômes sont en ballottage : Romain Dupeyrou et Rose-Marie Nieto (DVC, 43,92 %) et Hermann Cadiou et Monique Johnson (Union à gauche avec des écologistes, 29,7 %).
Le second tour des élections est marqué une nouvelle fois par une abstention massive équivalente au premier tour. Les taux de participation sont de 34,36 % au niveau national, 31,89 % dans le département et 33,32 % dans le canton de Niort-1 (nouveau). Romain Dupeyrou et Rose-Marie Nieto (DVC) sont élus avec 57,55 % des suffrages exprimés (2 405 voix pour 4 374 votants et 13 127 inscrits),,.

## Composition
| Nom                           | Code Insee | Intercommunalité | Superficie (km2) | Population (dernière pop. légale)                | Densité (hab./km2) | Modifier                                    |
| ----------------------------- | ---------- | ---------------- | ---------------- | ------------------------------------------------ | ------------------ | ------------------------------------------- |
| Niort (bureau centralisateur) | 79191      | CA du Niortais   | 68,20            | Fraction : 20 777 (2022) Commune : 60 074 (2022) | 881                | modifier les données · modifier les données |
| Canton de Niort-1             | 7910       |                  |                  | 20 777 (2022)                                    |                    | modifier les données                        |

Le canton de Niort-1 comprend la partie de la commune de Niort située au nord d'une ligne définie par l'axe des voies suivantes : depuis la limite territoriale de la commune de Saint-Rémy, avenue de Nantes, avenue du Maréchal-de-Lattre-de-Tassigny, rue de Fontenay, rue Baugier, quai de Cronstadt, rue Brisson, place des Halles, rue Victor-Hugo, rue Ricard, avenue de la République, avenue des Martyrs-de-la-Résistance, avenue de Paris, jusqu'à la limite territoriale de la commune de Chauray.

## Démographie
En 2022, le canton comptait 20 777 habitants, en évolution de +4,48 % par rapport à 2016 (Deux-Sèvres : +0,18 %, France hors Mayotte : +2,11 %).
| 2013   | 2018   | 2022   |
| ------ | ------ | ------ |
| 18 753 | 20 162 | 20 777 |